# Saison 1974-1975 de la LHJMQ
Saison précédente Saison suivante
La saison 1974-1975 est la sixième saison de hockey sur glace de la Ligue de hockey junior majeur du Québec. Les Castors de Sherbrooke remportent la Coupe du président en battant en finale les National de Laval. 

## Contexte
Les Rangers de Drummondville cessent leurs activités.

## Saison régulière

### Classement
| Clt | Équipe                     | PJ | V  | D  | N  | BP  | BC  | Pts |
| --- | -------------------------- | -- | -- | -- | -- | --- | --- | --- |
| 1   | Draveurs de Trois-Rivières | 72 | 34 | 25 | 13 | 322 | 294 | 81  |
| 2   | Remparts de Québec         | 72 | 38 | 30 | 4  | 319 | 288 | 80  |
| 3   | Saguenéens de Chicoutimi   | 72 | 24 | 42 | 6  | 315 | 420 | 54  |
| 4   | Éperviers de Sorel         | 72 | 20 | 43 | 9  | 297 | 388 | 49  |
| 5   | Dynamos de Shawinigan      | 72 | 16 | 45 | 11 | 324 | 462 | 43  |

| Clt | Équipe                       | PJ | V  | D  | N  | BP  | BC  | Pts |
| --- | ---------------------------- | -- | -- | -- | -- | --- | --- | --- |
| 1   | Castors de Sherbrooke        | 72 | 51 | 14 | 7  | 443 | 269 | 109 |
| 2   | Bleu Blanc Rouge de Montréal | 72 | 40 | 25 | 7  | 462 | 338 | 87  |
| 3   | Royals de Cornwall           | 72 | 36 | 24 | 12 | 322 | 296 | 84  |
| 4   | Festival de Hull             | 72 | 34 | 32 | 6  | 386 | 369 | 74  |
| 5   | National de Laval            | 72 | 26 | 39 | 7  | 335 | 401 | 59  |

- En gras et en italique : champion de la saison régulière
- En gras : champion de division
- En italique : qualifié pour les séries

### Meilleurs pointeurs
| Joueur           | Équipe            | PJ | B  | A   | Pts | Pun |
| ---------------- | ----------------- | -- | -- | --- | --- | --- |
| Normand Dupont   | Montréal          | 72 | 84 | 74  | 158 | 13  |
| Jean-Luc Phaneuf | Montréal          | 71 | 51 | 100 | 151 | 13  |
| Jim Montgomery   | Hull              | 66 | 61 | 89  | 150 | 99  |
| Michael Bossy    | Laval             | 67 | 84 | 65  | 149 | 42  |
| Jan Trotier      | Laval             | 72 | 48 | 99  | 147 | 41  |
| Claude Larose    | Sherbrooke        | 74 | 69 | 76  | 145 | 12  |
| Jean Thibodeau   | Shawinigan        | 72 | 49 | 92  | 141 | 41  |
| Danny Lecours    | Chicoutimi        | 72 | 62 | 75  | 137 | 39  |
| Daniel Beaulieu  | Québec            | 72 | 49 | 77  | 126 | 31  |
| Michel Brisebois | Sherbrooke        | 71 | 51 | 75  | 126 | 73  |
| Pierre Mondou    | Montréal et Sorel | 68 | 56 | 70  | 126 | 36  |

## Séries éliminatoires
Huit équipes jouent les séries éliminatoires à l'issue desquelles la vainqueur remporte la Coupe du président.
|  | Quarts de finale | Quarts de finale             | Quarts de finale         | Quarts de finale         |                              |                              | Demi-finales | Demi-finales | Demi-finales | Demi-finales |  |  | Finale | Finale | Finale | Finale |
|  |                  |                              |                          |                          |                              |                              |              |              |              |              |  |  |        |        |        |        |
|  |                  |                              |                          |                          |                              |                              |              |              |              |              |  |  |        |        |        |        |
|  |                  |                              |                          |                          |                              |                              |              |              |              |              |  |  |        |        |        |        |
|  | E1               | Draveurs de Trois-Rivières   | 2                        | 2                        |                              |                              |              |              |              |              |  |  |        |        |        |        |
|  | E1               | Draveurs de Trois-Rivières   | 2                        | 2                        |                              |                              |              |              |              |              |  |  |        |        |        |        |
|  | O5               | National de Laval            | 4                        | 4                        |                              |                              |              |              |              |              |  |  |        |        |        |        |
|  | O5               | National de Laval            | 4                        | 4                        | Bleu Blanc Rouge de Montréal | Bleu Blanc Rouge de Montréal | 1            | 1            |              |              |  |  |        |        |        |        |
|  |                  |                              |                          |                          | Bleu Blanc Rouge de Montréal | Bleu Blanc Rouge de Montréal | 1            | 1            |              |              |  |  |        |        |        |        |
|  |                  |                              | National de Laval        | National de Laval        | 4                            | 4                            |              |              |              |              |  |  |        |        |        |        |
|  | E2               | Remparts de Québec           | National de Laval        | National de Laval        | 4                            | 4                            | 2            | 2            |              |              |  |  |        |        |        |        |
|  | E2               | Remparts de Québec           |                          |                          |                              |                              |              | 2            |              |              |  |  |        |        |        |        |
|  | E3               | Saguenéens de Chicoutimi     | 4                        | 4                        |                              |                              |              |              |              |              |  |  |        |        |        |        |
|  | E3               | Saguenéens de Chicoutimi     | 4                        | 4                        | National de Laval            | National de Laval            | 1            | 1            |              |              |  |  |        |        |        |        |
|  |                  |                              |                          |                          | National de Laval            | National de Laval            | 1            | 1            |              |              |  |  |        |        |        |        |
|  |                  |                              | Castors de Sherbrooke    | Castors de Sherbrooke    | 4                            | 4                            |              |              |              |              |  |  |        |        |        |        |
|  | O1               | Castors de Sherbrooke        | Castors de Sherbrooke    | Castors de Sherbrooke    | 4                            | 4                            | 4            | 4            |              |              |  |  |        |        |        |        |
|  | O1               | Castors de Sherbrooke        |                          |                          |                              |                              |              |              |              |              |  |  |        |        |        |        |
|  | O4               | Festivals de Hull            | 0                        | 0                        |                              |                              |              |              |              |              |  |  |        |        |        |        |
|  | O4               | Festivals de Hull            | 0                        | 0                        | Castors de Sherbrooke        | Castors de Sherbrooke        | 4            | 4            |              |              |  |  |        |        |        |        |
|  |                  |                              |                          |                          | Castors de Sherbrooke        | Castors de Sherbrooke        | 4            | 4            |              |              |  |  |        |        |        |        |
|  |                  |                              | Saguenéens de Chicoutimi | Saguenéens de Chicoutimi | 0                            | 0                            |              |              |              |              |  |  |        |        |        |        |
|  | O2               | Bleu Blanc Rouge de Montréal | Saguenéens de Chicoutimi | Saguenéens de Chicoutimi | 0                            | 0                            | 4            | 4            |              |              |  |  |        |        |        |        |
|  | O2               | Bleu Blanc Rouge de Montréal |                          |                          |                              |                              |              | 4            |              |              |  |  |        |        |        |        |
|  | O3               | Royals de Cornwall           | 0                        | 0                        |                              |                              |              |              |              |              |  |  |        |        |        |        |
|  | O3               | Royals de Cornwall           | 0                        | 0                        |                              |                              |              |              |              |              |  |  |        |        |        |        |
|  |                  |                              |                          |                          |                              |                              |              |              |              |              |  |  |        |        |        |        |

## Équipes d'étoiles
La ligue sélectionne deux équipes d'étoiles.

### Première équipe
- Gardien de but : Mario Viens, Royals de Cornwall
- Défenseur gauche : Richard Mulhern, Castors de Sherbrooke
- Défenseur droit : François Vachon, Draveurs de Trois-Rivières
- Ailier gauche : Normand Dupont, Bleu Blanc Rouge de Montréal
- Centre : Jean-Luc Phaneuf, Bleu Blanc Rouge de Montréal
- Ailier droit : Mike Bossy, National de Laval
- Entraîneur : Orval Tessier, Royals de Cornwall

### Deuxième équipe
- Gardien de but : Normand Lapointe, Draveurs de Trois-Rivières
- Défenseur gauche : Robert Picard, Bleu Blanc Rouge de Montréal
- Défenseur droit : Donald Lemieux, Remparts de Québec
- Ailier gauche : Claude Larose, Castors de Sherbrooke
- Centre : Sidney Versey, Castors de Sherbrooke
- Ailier droit : Pierre Mondou, Bleu Blanc Rouge de Montréal
- Entraîneur : Ghislain Delage, Castors de Sherbrooke

## Trophées
Deux récompenses collectives et cinq individuelles sont décernées.

### Récompenses collectives
- Coupe du président (champions des séries éliminatoires) : Castors de Sherbrooke
- Trophée Jean-Rougeau (champions de la saison régulière) : Castors de Sherbrooke

### Récompenses individuelles
- Trophée Jean-Béliveau (meilleur pointeur) : Normand Dupont, Bleu Blanc Rouge de Montréal
- Trophée Jacques-Plante (meilleure moyenne de buts encaissés) : Nick Sanza, Castors de Sherbrooke
- Trophée Michel-Bergeron (meilleur recrue) : Denis Pomerleau, Festivals de Hull
- Trophée Frank-J.-Selke (joueur le plus gentilhomme) : Jean-Luc Phaneuf, Bleu Blanc Rouge de Montréal
- Trophée Michel-Brière (meilleur joueur) : Mario Viens, Royals de Cornwall